# Premuda (isola)
Premùda (in croato Prèmuda) è un'isola della Croazia, situata nel mare Adriatico a sud di Lussino e a ovest di Pago, nelle isole Liburniche meridionali.
Appartiene al territorio di Zara, nella regione zaratina e vi risiedono 64 abitanti.
Anticamente era conosciuta anche come Pamodos, Pyrotima e Primodia e, in tedesco, Permud.

## Geografia fisica
Situata nella parte nordoccidentale dell'arcipelago delle isole Liburniche meridionali, Premuda è bagnata a nord dal canale del Quarnarolo, a ovest dal mare Adriatico, a sud dalla bocca di Premuda e a est dal canale di Selve. Quest'ultimo separa Premuda da Selve, il canale di Quarnarolo la separa da Asinello mentre la bocca di Premuda la separa da Scarda.

Dista 14 km da Lussino, 27,4 km da Pago e, nel punto più ravvicinato, punta Darchio (Artić) nel comune di Brevilacqua, 35,7 km dalla terraferma.
Premuda è un'isola di forma stretta e allungata, orientata in direzione nordovest-sudest, che misura 8,865 km di lunghezza e 1,6 km di larghezza massima. Ha una superficie di 8,665 km² e uno sviluppo costiero di 25,731 km. Al centro, sulla collina Vetta, raggiunge un'elevazione massima di 88,2 m s.l.m.
Le estremità dell'isola sono: punta Nosdra o Nosdre (rt Medvijak) a nord, punta del Dente (Zubić) a ovest e punta Lupata (Lopata) a est e sud.

### Coste
Le coste di Premuda hanno un coefficiente d'indentazione di 2,45, che indica uno sviluppo costiero alquanto movimentato. Fatta eccezione per le poche spiagge, le coste sono aspre e rocciose. Le scogliere sono ripide nella parte occidentale e si sviluppano ai piedi dei sistemi collinari di Grbica e di Podbrizi, dove raggiungono inclinazioni di 20°-30° rispetto alla verticale, ma più a sud si possono incontrare anche punti inclinati di 50° o quasi totalmente verticali.
Tra i promontori, oltre alle già citate estremità, sono degni di nota:
- Poratova glava[12], promontorio della costa centro-occidentale;
- Širokova glava[12], altro promontorio a sudest del precedente;
- punta Bale[1] (rt Bale)[12], punta situata nella parte sudoccidentale tra punta Lupata e Širokova gl.;
- Klapićka glava[12], promontorio della costa centro-orientale;

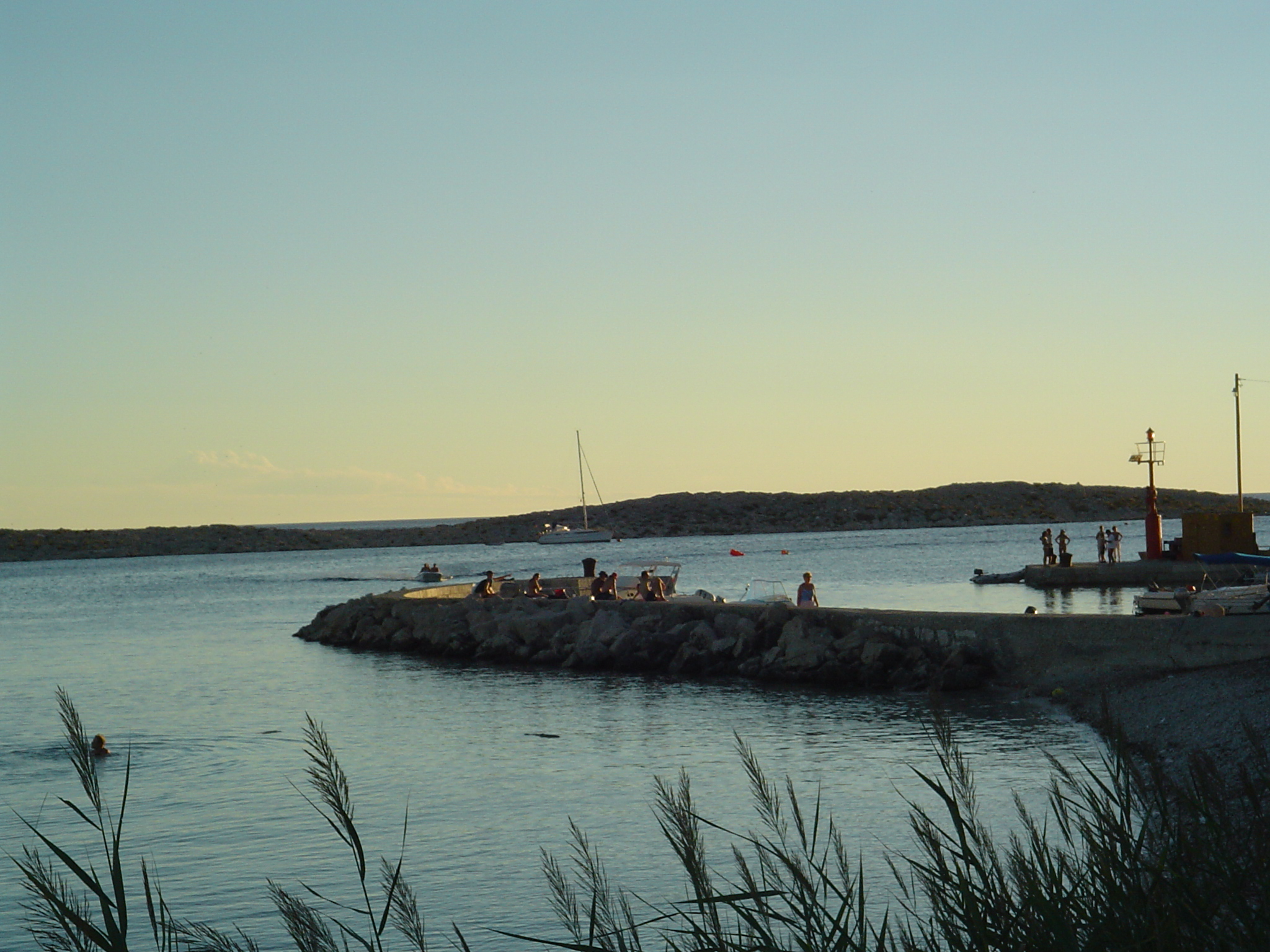
Porto San Ciriaco con l'isolotto di Masarine in secondo piano

Le insenature principali sono invece:
- Nosdre[10], ampia insenatura della costa settentrionale, tra la punta omonima e punta del Dente;
- porto San Ciriaco[7][10] (luka Krijal)[12], breve tratto di mare compreso tra la costa e le isolette che vi corrono parallele, di fronte alla piccola frazione omonima;
- porto di Premuda[10], porto Premuda[28] o baia di Premuda[7] (uvala Premuda)[12], ampia baia a sudest di porto San Ciriaco;
- valle Zaporat[10] (uvala Zaporat)[12] e Pečena uvala[12], insenature a sudest del porto di Premuda, situate tra i promontori di Poratova glava e di Širokova glava;
- valle Siroka[10] o valle Grande[29] (uvala Široka)[12] e uvala Smokvica[12], insenature tra il promontorio di Širokova glava e punta Bale;
- Letnjia uvala[12] e Dobra uvala[12], due insenature nel sudest di Premuda, tra punta Bale e punta Lupata;
- valle Calpig[10] (uvala Kalpić)[12], insenatura della costa orientale a nordovest del promontorio di Klapićka glava;
- valle Estrema[10] (Drivena uvala)[12], insenatura a sudest del villaggio di Premuda.
- valle Losa[7][10] o valle Lanosa[30] (uvala Loza)[12], piccola insenatura situata di fronte al villaggio di Premuda.

A San Ciriaco e a valle Losa si trovano due piccoli fari.

### Geologia
L'isola può essere geologicamente divisa in tre zone, che si sviluppano parallelamente tra loro e vanno da nordovest a sudest: costa orientale, parte centrale e costa occidentale.

La prima è formata principalmente da carbonati risalenti al Cretacico (alto Cenomaniano-basso Turoniano). Le rocce sono calcari con presenza di fossili di Chondrodonta e di foraminiferi che si alternano a dolomiti. I calcari, in particolare, sono di tipo sedimentario (calcilutiti, calcareniti e calcari bioaccumulatisi) e di colore bruno, si sfaldano molto facilmente e contengono specie fossili come Cyclolina cretacea, Lituonella reicheli, Pseudochrysalidina sp. e Spiroloculina sp.

La più larga parte centrale è formata da depositi di calcare del Turoniano di colore bianco, spessi e compatti, di consistenza ghiaiosa e aspetto brecciato.

Infine, la costa occidentale è di formazione più recente, con rocce calcaree del Turoniano-Senoniano. Le formazioni di questo tipo non corrono comunque lungo tutta la costa ma sono sostituite in più punti dalle rocce della parte centrale. Queste rocce sono soprattutto calcilutiti, calcilutiti-calcareniti e, più raramente, biocalcareniti; sono di grana fine e color grigio chiaro. Tra le specie fossili presenti si riscontrano rudiste come la Sauvagesia tenuicostata e microfossili come i protisti del genere Globigerina e Globotruncana.

Le isolette limitrofe sono invece di formazione più recente, risalgono al Cenozoico (fino all'Eocene) e i calcari che le formano contengono principalmente rudiste del genere Hippurites, Nerinea e Radiolites e foraminiferi come Aeolisacus kotori, Thaumatoporella parvovesiculifera e Globotruncana lapparenti tricarinata.
Premuda è inoltre attraversata da doline secche, frutto dei processi carsici-fluviali del periodo più piovoso del Pleistocene, che hanno modellato il letto carbonatico e poco permeabile dell'isola e ne hanno causato l'erosione del calcare dovuta al fluire in superficie delle precipitazioni. Il materiale eroso, sotto forma di regolite, si è poi accumulato alle bocche delle gole o nei pressi delle insenature, dove è ancora soggetto ad azioni abrasive.
I suoli tipici presenti sull'isola sono la rendzina e la terra rossa, prodotti dalla degradazione meteorica del calcare. La terra rossa è di colore bruno-rossastro, composta prevalentemente da alluminio e ossidi di ferro ed è usata dagli isolani per arricchire i terreni coltivabili.

### Orografia
Premuda ha una forma leggermente ondulata. Forti movimenti tellurici dell'Eocene-Oligocene hanno lasciato come marchio poche alture scoscese, soprattutto nella zona più esposta ai venti di bora. Le restanti alture hanno un andamento più dolce.

Oltre alla collina Vetta (Vrh), la più alta dell'isola, si incontrano altri rilievi tra i 30-70 m come Kalčić (67 m), Grbica (70 m) e Bale (49,3 m); lo stesso insediamento di Premuda si trova nei pressi di alcune alture di 45-54 m.

Nella parte nordoccidentale, zone piatte si alternano a numerose doline (nella località chiamata Jama c'è la più grande dell'isola, con un ingresso di 100 m di diametro) e depressioni carsiche del terreno, riscontrabili anche nella zona di Kalpićka glava e lungo il sistema collinare di Turnac nel sudest.

### Idrografia
Su Premuda non ci sono corsi d'acqua permanenti ma solo alcuni flussi torrentizi che si formano durante abbondanti precipitazioni. Le acque superficiali si accumulano in pozze, doline e gole, soprattutto nei pressi delle zone costiere e vengono utilizzate per l'irrigazione e come abbeveratoi per il bestiame; il resto finisce in strutture come grotte, quando non riesce a filtrare ulteriormente nel sottosuolo.

### Clima
Le temperature medie annue si aggirano attorno ai 15,2 °C, con medie massime di 23,7 °C a luglio e medie minime di 7 °C a gennaio; i picchi sono invece 36 °C a luglio e -9 °C a gennaio. A causa dell'assenza di una stazione meteorologica su Premuda, queste misurazioni si basano sugli gli effetti ciclonici e anticiclonici del centro e nord Adriatico, sull'influenza del mare, dei rilievi e dell'insolazione delle stazioni vicine.

La media annua delle precipitazioni è di 922 mm, basata sulle rilevazioni di una stazione pluviometrica locale e comparata con quelle vicine. Novembre è il mese più piovoso con 137 mm d'acqua, mentre è giugno quello meno piovoso con 46 mm.

### Flora
Posizione geografica, caratteristiche del suolo e condizioni climatiche permettono lo sviluppo di una specifica flora eumediterranea. Si tratta principalmente di piante sempreverdi, dalle foglie carnose o pelose, adatte a vivere ad alte temperature e scarse precipitazioni nella parte più secca dell'anno. La fitocenosi prevalente è la Orno-quercetum ilicis, con tipici piccoli boschi di leccio presenti per lo più nel sudest dell'isola. In questi boschi il sottobosco è piuttosto rado. Si possono comunque trovare arbusti di corbezzolo, di terebinto, di viburno tino, di ginestra odorosa e altre piante associate alla fitocenosi. Il resto dell'isola è coperto da parti di macchia mediterranea e di gariga. Il ginepro licio e l'Erica arborea sono le specie più largamente diffuse ma si incontrano anche il ginepro rosso e la sua sottospecie, il ginepro coccolone, l'olivastro e il mirto nella macchia, e il paleo delle garighe, l'elicriso italiano, la salvia e il rosmarino nella gariga. Altre piante spontanee presenti su Premuda sono l'asparago, il rovo e la salsapariglia nostrana che crescono su entrambi i terreni.

Nella località di Jama crescono abbondanti la cannuccia di palude e la felce maschio, mentre lungo la costa, adattatesi all'alta salinità, è facile incontrare l'euforbia delle scogliere, la piantaggine delle argille e il limonio reticolato.

Tra le specie coltivate o introdotte prevalgono l'olivo, la vite, il fico, il mandorlo, l'amolo, l'acacia, il melograno e l'alloro, mentre sono più rari il cipresso e il pino di Aleppo.

### Isole adiacenti
- Lutestrago (Lutrošnjak), isolotto ovoidale situato poco a nord di Premuda.
- Siluni (Kamenjak), isolotto allungato situato all'estremità nordovest di Premuda.
- Creal (hrid Hripa), isolotto allungato situato lungo la costa occidentale di Premuda.
- Masarine (hrid Masarine), altro isolotto allungato situato lungo la costa occidentale.
- Brasici (Bračići), coppia di scogli situati lungo la costa occidentale.
- Un piccolo scoglio senza nome si trova poco a sudest dei Brasici.

## Storia

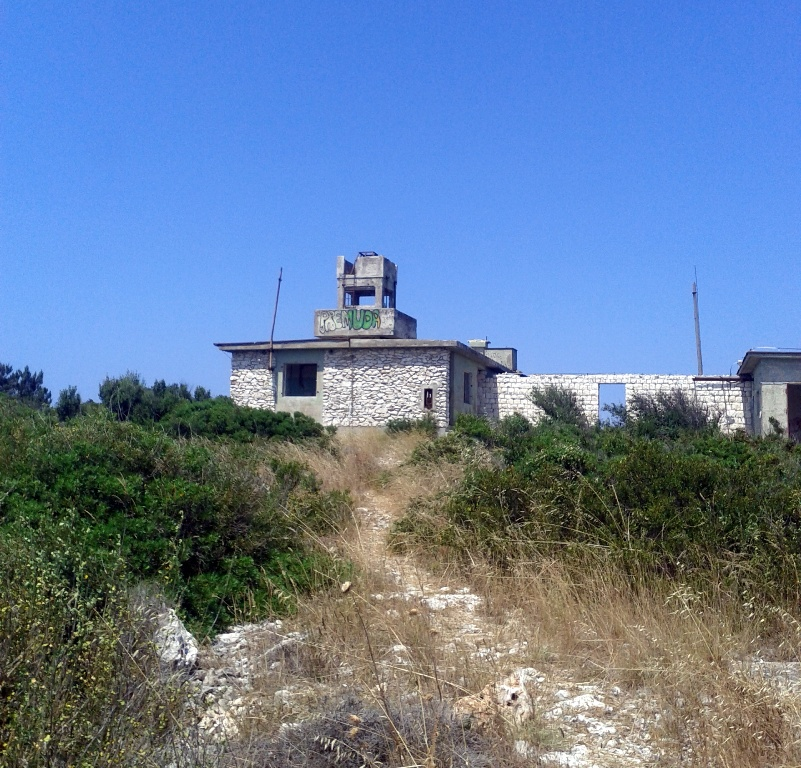
Torre d'osservazione per la difesa contro i pirati

La prima menzione scritta di Premuda si ha nella cosiddetta Tavola Peutingeriana dove l'isola appare sotto il nome di Pamodos. Questo nome, di origine preindoeuropea, lascia pensare che l'isola fosse abitata precedentemente dai Liburni.

La presenza romana sull'isola è limitata ad alcune cave.
Nel VII secolo Premuda ricompare sulla mappa/lista chiamata Cosmografia ravennate sotto il nome di Primodia, di chiare origini latine, che forse richiamava la posizione geografica come prima isola dell'arcipelago zaratino che si incontrava venendo da ovest. Da Primodia deriva inoltre il nome attuale.

Pyrotima è invece il nome citato da Costantino VII Porfirogenito nei suoi scritti del X secolo, dove Premuda viene descritta come isola disabitata a causa dell'assenza di castrum e altri grandi insediamenti. Nonostante ciò è più verosimile che l'isola fosse abitata e che ci fossero piccoli insediamenti: al periodo medievale risalirebbero infatti i resti della chiesa chiamata Garška dai locali (nei pressi di valle Calpig) e in alcuni scritti si cita anche una chiesa di sant'Anna di cui oggi si è persa memoria.

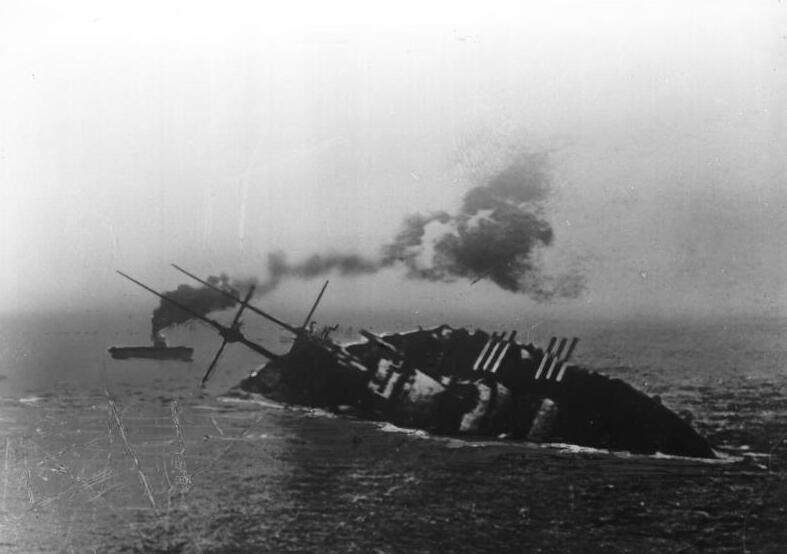
La corazzata austroungarica Szent István affondata dalla Regia Marina, 10 giugno 1918

La toponomastica di Premuda indica chiaramente una forte presenza croata in periodo contemporaneo e successivo all'epoca romana. Quando i Croati occuparono l'isola non trovarono infatti alcun insediamento romano, a dimostrazione dello scarso interesse di questi ultimi per l'isola. Per questo motivo i nomi delle località sono stati creati ex novo dagli stessi Croati, che non potevano basarsi su nomi precedenti. Premuda fu chiamata Dlačnik o Dlasnik (da dlačan, capelli, forse a indicare il tipico piccolo albero dalle foglie aghiformi che si incontra su tutta l'isola), nome che appare per la prima volta nel 1567 e che si è protratto fino al XX secolo nella parlata locale e in alcuni scritti glagolitici, ma che ha una chiara origine antecedente al dominio veneziano sull'isola (1409).

Premuda appare invece per la prima volta sul catasto di Zara nel 1421.
Al censimento del 1527 su Premuda risiedevano 110 persone, che scesero drasticamente a 26 nel 1608 a causa dei continui attacchi dei pirati turchi tra il 1559 e il 1685. Tra il 1714 e il 1718, i Turchi rinnovarono i loro attacchi contro le isole e le navi veneziane nel nord dell'Adriatico, che portarono alla costruzione di una torre d'osservazione su Premuda.
Dopo la caduta di Venezia e fino allo scoppio della prima guerra mondiale, l'isola fece parte dell'Impero austro-ungarico (con la breve parentesi delle province illiriche dell'Impero francese del 1809-1815).

Nel 1918 le acque attorno all'isola furono testimoni dell'affondamento della corazzata SMS Santo Stefano da parte dei MAS italiani, durante la cosiddetta impresa di Premuda.
Dopo la fine della prima guerra mondiale e il trattato di Rapallo (1920) Premuda fu annessa alla Jugoslavia.

Il 6 settembre 1991 le forze d'occupazione jugoslave si ritirarono dalla base che avevano sull'isola, lasciando Premuda in mano ai croati.

## Geografia politica

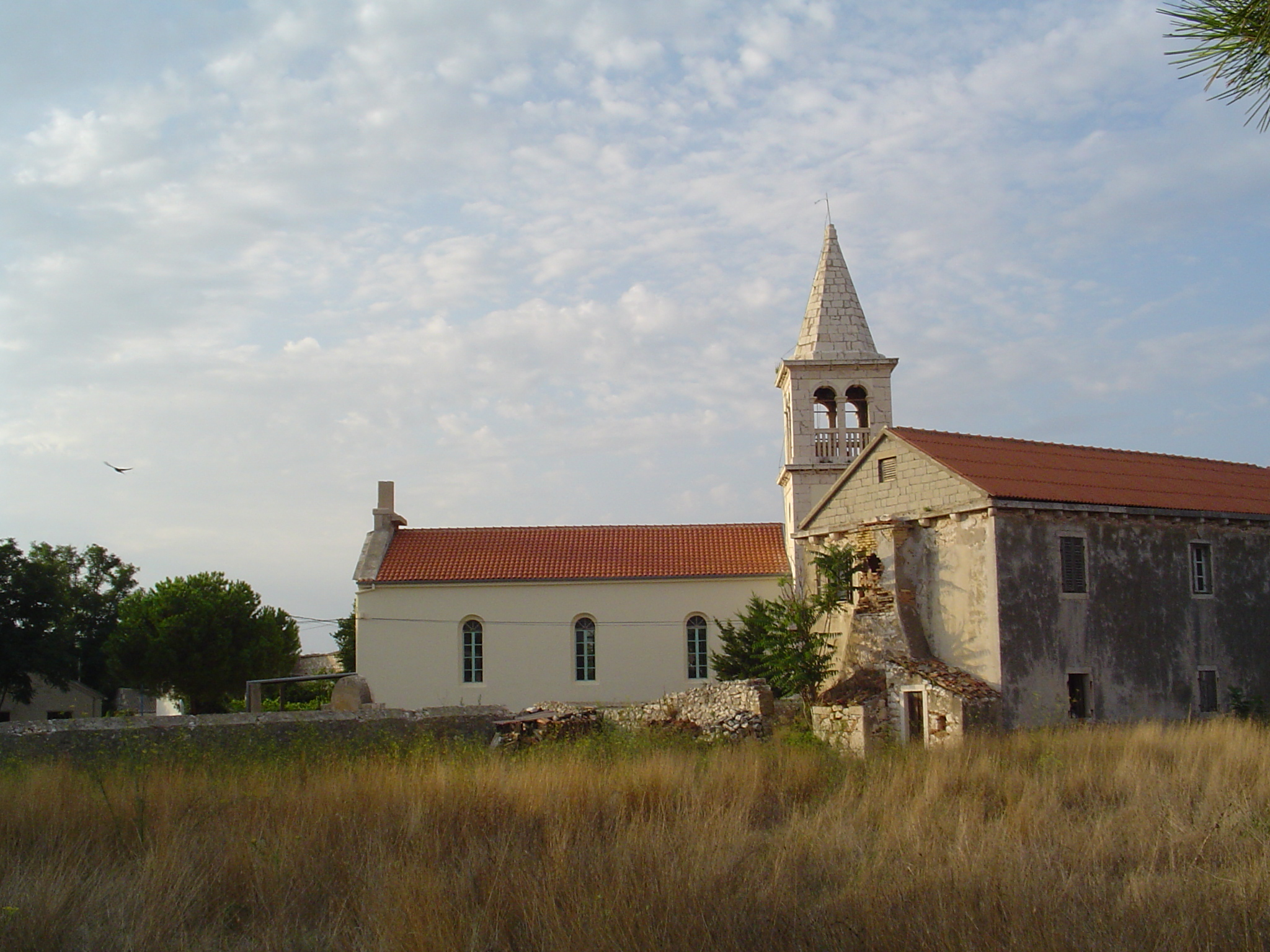
La chiesa di San Giacomo nell'insediamento di Premuda

Al censimento del 2011 Premuda contava 64 abitanti concentrati quasi tutti tra il centro principale omonimo e la frazione di San Ciriaco (Krijal).
Tra la fine del XIX secolo e l'inizio del XX secolo, la popolazione si aggirava attorno ai 500-600 abitanti, con un picco di 647 al censimento del 1905. Dal 1910 in poi c'è stato però un costante calo che ha avuto il suo minimo ai censimenti del 1991e del 2001 con la registrazione di 58 abitanti residenti.
La strada principale unisce, passando per Premuda, San Ciriaco a valle Losa dove si trovano i due porti dell'isola.
Premuda è raggiungibile via traghetto lungo la tratta Zara-Lussinpiccolo o via catamarano che da Zara fa tappa anche sulle isole di Selve e Ulbo.
Ci sono due chiese: la prima dedicata a san Giacomo a Premuda e la seconda dedicata a san Ciriaco nella frazione omonima.

### Turismo
In estate l'isola arriva a ospitare circa 300 persone attirate da attività come pesca, caccia e immersioni. Nel villaggio ci sono due ristoranti e due mini-market che fungono anche da bar. Le mete turistiche principali sono il sistema sottomarino di grotte chiamato "Cattedrale" (Katedrala) situato nell'insenatura di valle Siroka e il relitto della corazzata SMS Szent István (non visitabile al suo interno) situato a 66 m di profondità, qualche chilometro a ovest di Premuda. Altri frequentati punti d'immersione sono quelli attorno agli isolotti di Masarine e di Lutestrago e nei pressi degli scogli Brasici.

### Cartografia
- (HR) Mappa topografica della Croazia 1:25000, su preglednik.arkod.hr.